# باربرا غودي
باربرا غودي (بالإنجليزية: Barbara Gowdy)‏ (25 يونيو 1950، وندسور في كندا)؛ كاتِبة وروائية كندية.

## الجوائز
- زمالة غوغنهايم

## روابط خارجية
- باربرا غودي على موقع IMDb (الإنجليزية)
- باربرا غودي على موقع مونزينجر (الألمانية)
- باربرا غودي على موقع قاعدة بيانات الفيلم (الإنجليزية)